# Цавтат
Цавтат (на хърватски: Cavtat) е град в Хърватия, най-южният град на региона Далмация и на страната.
Населението му е 2015 души към 2001 г. Етимологията на името му е римска (на латински: Civitas vetus). Намира се югоизточно от Дубровник на адриатическото крайбрежие, южно от летище Дубровник, разположено в равнината Конавле над града.
Цавтат е град с изключително богата история, датираща още от Античността. Първото споменаване за поселище на днешното му място е за древногръцкия град Епидавър Илирийски (Epidauros). Още в 228 г. пр.н.е. преминава под римска власт и става първата римска колония в района. Римското име на града е Еидаврум (на латински: Epidaurum, среща се в литературата и като Епидавър. Първото споменаване на Епидавър е от 47 г. пр.н.е.. До днес се виждат следите от римския акведукт, доставящ вода за Епидавър от Конавле (Каналия) – името на равнината на днешното международно летище на Дубровник идва от римското каналис.
Средновековна Рагуза и днешен Дубровник е основан от жители на Епидавър, които, спасявайки се от аваро-славянското нашествие в Далмация в началото на 7 век, основават в 614 г. нова колония на удобно и защитено място в съседство на стария град. През Средновековието околността на града (Конавле) е част от средновековната Травуния. От 1426 г. градът е с обща съдба и история със съседния и производен му Дубровник в т.нар. Дубровнишка република.
От Цавтат е родом най-големият събирач на бугарщици Балтазар Богишич, академик на Българската академия на науките.